# Lucrețiu Pătrășcanu
Lucrețiu Pătrășcanu (4 de noviembre de 1900-17 de abril de 1954) fue un abogado, sociólogo y economista rumano,  líder del Partido Comunista Rumano (en rumano: Partidul Comunist Român) crítico con Stalin, ministro de Justicia de la República Popular de Rumanía.  Durante un tiempo, fue profesor en la Universidad de Bucarest. Pătrășcanu ascendió a una posición gubernamental antes del final de la Segunda Guerra Mundial y, después de haber estado en desacuerdo con los principios estalinistas en varias ocasiones, finalmente entró en conflicto con el gobierno comunista rumano de Gheorghe Gheorghiu-Dej. Se convirtió en un preso político y finalmente fue ejecutado. Catorce años después de la muerte de Pătrășcanu, el nuevo líder comunista de Rumania, Nicolae Ceaușescu, respaldó su rehabilitación como parte de un cambio en la política.   

## Biografía
Nacido en Bacau, capital del distrito del mismo nombre, en la región histórica de Moldavia. Hijo legítimo de   Poporanist Dumitru D. Pătrășcanu, su  madre pertenecía a  la familia  Stoika que formaba parte de la pequeña nobleza de Transilvania.
Se convirtió en un socialista en su juventud, uniéndose al Partido Socialista de Rumania en 1919, y trabajando como editor de su periódico, Socialismul (1921). Profesionalmente, fue educado en la Facultad de Derecho de la Universidad de Bucarest, donde se graduó en 1922, y en la Universidad de Leipzig, obteniendo su doctorado en 1925.
Cada vez más radical después del éxito de la Revolución de Octubre, fue uno de los miembros originales del PCR (conocido como PCdR en ese momento) en 1921.  Pătrășcanu, Elek Köblös y Ana y Marcel Pauker fueron los representantes del grupo en el 4.º Congreso de la Internacional Comunista en Moscú (noviembre-diciembre de 1922).  De vuelta en Rumania, Pătrășcanu fue arrestado y encarcelado en Jilava en 1924 (el año en que el partido fue ilegalizado); Se declaró en huelga de hambre hasta que fue trasladado a un hospital de la prisión.
Durante un tiempo, fue profesor en la Universidad de Bucarest. Estudioso de la historia social desde planteamientos  marxista, plantea varias controversias en relación con el nacionalismo.

### Disidente
Miembro del gobierno antes del final de la Segunda Guerra Mundial. Interrogado por Aleksandr Sajarovski, jefe del Ministerio de Seguridad del Estado, asesor durante la creación  de la Securitate (oficialmente Departamentul Securității Statului, traducible como Departamento de Seguridad del Estado). A finales de la década de 1940, se cree que comenzó a expresar su oposición a las estrictas directrices estalinistas; al mismo tiempo, Pătrășcanu se había vuelto sospechoso para el resto de la dirección del partido por su enfoque intelectual del socialismo. Gheorghe Apostol, un colaborador de Gheorghiu-Dej, expresó más tarde una opinión particular sobre el asunto de las relaciones de Pătrășcanu con el resto del partido:
El 28 de abril de 1948, Pătrășcanu fue arrestado y fue investigado por un comité del partido, compuesto por los comunistas de alto rango Teohari Georgescu, Alexandru Drăghici e Iosif Rangheț; a los interrogatorios asistía ocasionalmente Gheorghiu-Dej. Su archivo indica que la policía secreta (que pronto se convertiría en la Securitate) lo había mantenido bajo vigilancia desde el verano de 1946.
En el otoño de 1949, Gheorghiu-Dej (aparentemente contradiciendo las conclusiones del comité) ordenó la transferencia de Pătrășcanu a la custodia del Servicio Secreto del Consejo de Ministros (SSI) bajo la acusación provisional de que Pătrășcanu no había denunciado varios delitos políticos.  Un informe sobre el "titoísmo" y la colaboración con la inconformista República Federativa Socialista de Yugoslavia fue presentado al Kominform: colocó a Pătrășcanu, László Rajk de Hungría y Traicho Kostov de Bulgaria en el mismo campo, como "agentes imperialistas" (ver Ruptura Tito-Stalin).  La investigación también implicó a Remus Koffler, que había sido encarcelado en 1944, durante el enfrentamiento entre Gheorghiu-Dej y Ștefan Foriș.
El día después de que el SSI comenzara su investigación, Pătrășcanu intentó suicidarse cortándose las venas con una hoja de afeitar de contrabando; Tras su recuperación, trató de quitarse la vida por segunda vez tragando una sobredosis de pastillas para dormir.
Inmediatamente después de su segundo intento de suicidio, la investigación de Pătrășcanu fue transferida al Ministerio del Interior, donde se suspendió por un período de seis meses para permitir a los oficiales determinar una base fáctica en el caso.  Cuando la investigación se reanudó en febrero de 1951, el ministro del Interior Teohari Georgescu ordenó que los detenidos en el caso no fueran coaccionados físicamente, en marcado contraste con las instrucciones expresadas por el principal asesor soviético del ministerio, Aleksandr Sakharovsky, de hacer todo lo necesario para determinar la culpabilidad del acusado. En el verano de 1951, Teohari Georgescu, junto con sus adjuntos Gheorghe Pintilie y Mișu Dulgheru, llegaron a la conclusión de que no había base para continuar el enjuiciamiento de Pătrășcanu, y lo hicieron mientras los asesores soviéticos estaban fuera en sus vacaciones de verano. Cuando los asesores regresaron, vetaron airadamente cualquier cierre de la investigación de Pătrășcanu.
Fue en 1951 que Pătrășcanu respondió a las acusaciones expresadas por Gheorghiu-Dej después del incidente de Cluj, indicando que había intentado "responder a la campaña revisionista húngara", así como ayudar a su partido a competir con el llamamiento del Partido Nacional Campesino entre los rumanos en Transilvania (para "tomar el arma que era Transilvania lejos de las manos de los partidarios de Maniu"). También criticó su propia defensa de una alianza del PCR con el Partido Nacional Liberal.
Fue acusado de haber sido financiado por figuras "burguesas" durante la campaña electoral, e incluso de haber sido comprado por agentes de los Estados Unidos o de haber planeado, junto con Ioan Mocsony Stârcea y agentes titoístas, una insurrección "imperialista" en Săvârșin. Esta última acusación también surgió en las investigaciones paralelas de Koffler y Emil Calmanovici.
Quedan serias dudas sobre las posiciones de los diversos líderes comunistas rumanos sobre el caso Pătrășcanu. El asunto no se ha resuelto satisfactoriamente en los archivos rumanos, por la sencilla razón de que todos los registros y transcripciones de las discusiones del Politburó y la Secretaría sobre Pătrășcanu fueron destruidos sumariamente por orden de Gheorghiu-Dej. En cualquier caso, ninguna pieza de evidencia o confesión fue obtenida por la investigación hasta después de mayo de 1952, después de la purga de Ana Pauker y Teohari Georgescu, quienes fueron acusados por el asesor soviético Sakharovskii de haber "saboteado y pospuesto las investigaciones" en el caso Pătrășcanu.
El pleno del Comité Central que los purgó asignó la investigación de Pătrășcanu a un equipo de funcionarios de la Securitate y sus asesores soviéticos, supervisados directamente por Alexandru Drăghici, Alexandru Nicolschi y Vladimir Mazuru. Bajo este nuevo equipo, la tortura y las palizas comenzaron a emplearse en los interrogatorios en el caso Pătrășcanu por primera vez en el otoño de 1952. Con el tiempo, las autoridades también alegaron que, antes de 1944, Pătrășcanu, como Zilber, había actuado como agente de Siguranța Statului.
Pătrășcanu fue mantenido detenido hasta 1954, cuando fue ejecutado el 17 de abril con Koffler en la prisión de Jilava, cerca de Bucarest, después de un juicio farsa supervisado por Iosif Chișinevschi. Es posible que haya sido torturado durante todo el interrogatorio realizado por orden directa de Alexandru Drăghici, de la Securitate, y ha habido rumores de que le amputaron una pierna antes de su juicio. Sin embargo, la investigadora Lavinia Betea señala que, cuando su cuerpo y el de Koffler fueron exhumados en 1968, ambos esqueletos estaban completos. Además, concluye que, a diferencia del caso de otros acusados, nunca se utilizó violencia física contra Pătrășcanu o su esposa. La ejecución tuvo lugar en el patio de la prisión de Jilava; Ion Mihai Pacepa afirmó en su libro, Cartea neagră a Securității, que Pătrășcanu recibió un disparo en la parte posterior de la cabeza por un coronel de la Securitate.
En la preparación de los procedimientos, la Securitate se inspiró directamente en los juicios de Slánský en la Checoslovaquia comunista (donde un equipo de oficiales rumanos había sido enviado para tomar notas) y, posiblemente en el Juicio soviético de los Veintiuno (que supuestamente se usó como modelo para la confesión fabricada de Calmanovici).
Pătrășcanu se negó a ser representado por un abogado e incluso a organizar su propia defensa. 
Las acciones tomadas contra Pătrășcanu y otros marcaron el inicio de una ola de arrestos y sentencias de prisión, incluida la de su esposa, así como las de Harry Brauner, Lena Constante, Petre Pandrea (que era cuñado de Pătrășcanu), Herant Torosian, Mocsony Stârcea, Calmanovici, Victoria Sârbu (que había sido amante de Ștefan Foriș) y Alexandru Ștefănescu. En la preparación del juicio la Securitate organizó interrogatorios de detenidos políticos o sospechosos (Gheorghe Tătărescu, que testificó contra Pătrășcanu y fue objeto de una fuerte reprimenda por parte de este último).
Belu Zilber, el primero del grupo en ceder a las presiones de la Securitate y confesar los cargos, fue atacado verbalmente por Pătrășcanu dentro del juzgado; Pătrășcanu lo acusó notablemente de haber inventado todo el cuento de la conspiración. Los registros de los diversos interrogatorios muestran que tanto él como Calmanovici identificaron a Emil Bodnăraș como el principal instigador de su caída. Según se informa, Zilber tenía la siguiente opinión de Pătrășcanu: "Era antiestalinista y antirruso, pero por el bien del poder firmaría cualquier ineptitud y maldad estalinista. Creo que su único propósito en la vida, más que el socialismo, era entrar en la historia.

### Rehabilitación
Catorce años después de su ejecución su memoria fue rehabilitada por el nuevo líder comunista de Rumania, Nicolae Ceaușescu.
Un comité del partido, que incluía a Ion Popescu-Puțuri, investigó el asunto de su detención e interrogatorio, concluyendo que las pruebas contra Pătrășcanu eran falsas, que había sido golpeado sistemáticamente y sometido a otros malos tratos y que se había preparado una confesión para que la firmara. Esto se sumó a varias irregularidades en los procedimientos (como que el tribunal había tenido sólo 24 horas para evaluar las pruebas de años de investigación y la pena de muerte había sido decidida por la dirección del partido antes de ser impuesta a los jueces). También se presentaron pruebas de que algunas de las confesiones falsas fueron diseñadas como arma política en luchas internas del partido (implicando nombres de políticos que no se enfrentaban a juicio en ese momento).
En el Pleno del Partido a finales de abril de 1968, Ceaușescu utilizó el caso de Pătrășcanu y otros para señalar la influencia negativa de Drăghici y Iosif Chișinevschi, mientras que también introdujo sospechas sobre Emil Bodnăraș y Gheorghe Apostol, que habían aprobado la purga de Pătrășcanu. A todos ellos se les exigió que expresaran "autocrítica", mientras que Gheorghiu-Dej fue condenado por haber "iniciado y supervisado" las medidas.
Ceaușescu se benefició de la percepción perdurable de las actividades de Lucrețiu Pătrășcanu como patrióticas y rayanas en la disidencia, mientras que seguía su papel fundamental en la creación del nuevo sistema penal en Rumania. De hecho, aunque fue citado y exhibido con frecuencia por el régimen, la vida de Pătrășcanu fue generalmente descrita en oraciones breves y vagas. En el discurso popular, Pătrășcanu también se identificó en gran medida con causas positivas y permaneció entre las figuras comunistas más populares después de que la Revolución rumana de 1989 derrocó al régimen. Las calles en el Sector 3 de Bucarest y en Bacău fueron nombradas en su honor.

## En la cultura
La obra de Titus Popovici Puterea și adevărul ("El poder y la verdad"), publicada a principios de la década de 1970 (puesta en escena por Liviu Ciulei y filmada, en 1971, por Manole Marcus), se centra en el personaje Petrescu, en gran parte basado en Pătrășcanu, que es perseguido por el secretario del partido Pavel Stoian (una referencia disfrazada a Gheorghiu-Dej), mientras vive para ver sus esperanzas de un futuro mejor cumplidas por Mihai Duma (que representa a Ceaușescu). Durante un tiempo después de su publicación, Puterea și adevărul fue traducido a varios idiomas y utilizado como propaganda oficial en contactos culturales con el mundo exterior.
En su película de 1993 The Mirror (El principio de la verdad, también conocida como Oglinda), Sergiu Nicolaescu eligió a Șerban Ionescu como Pătrășcanu.

### Libros publicados
- Un veac de frământări sociale, 1821-1907 ( Un siglo de malestar social, 1821-1907 )
- Probleme de bază ale României ( Problemas fundamentales de Rumanía )
- Sub trei dictaturi ( Bajo tres dictaduras )
- Curente și tendințe în filozofia românească ( Escuelas de pensamiento y tendencias en la filosofía rumana )